# کامارخنده
کامارخنده (به لاتین: Kamarkhanda) یک منطقهٔ مسکونی در بنگلادش است که در ناحیه سراج‌گنج واقع شده‌است. کامارخنده ۹۱٫۶۱ کیلومتر مربع مساحت و ۱۰۵٬۹۹۷ نفر جمعیت دارد.